# Liste der Biografien/Monf
Liste der Biografien |
Portal Biografien |
Personensuche
# |
A |
B |
C |
D |
E |
F |
G |
H |
I |
J |
K |
L |
M |
N |
O |
P |
Q |
R |
S |
T |
U |
V |
W |
X |
Y |
Z |
?
 
Ma |
Mb |
Mc |
Md |
Me |
Mf |
Mg |
Mh |
Mi |
Mj |
Mk |
Ml |
Mm |
Mn |
Mo |
Mp |
Mq |
Mr |
Ms |
Mt |
Mu |
Mv |
Mw |
Mx |
My |
Mz
 
Moa |
Mob |
Moc |
Mod |
Moe |
Mof |
Mog |
Moh |
Moi |
Moj |
Mok |
Mol |
Mom |
Mon |
Moo |
Mop |
Moq |
Mor |
Mos |
Mot |
Mou |
Mov |
Mow |
Mox |
Moy |
Moz
 
Mona |
Monb |
Monc |
Mond |
Mone |
Monf |
Mong |
Monh |
Moni |
Monj |
Monk |
Monl |
Monm |
Monn |
Mono |
Monr |
Mons |
Mont |
Monu |
Monv |
Mony |
Monz
Die Liste der Biografien führt alle Personen auf, die in der deutschsprachigen Wikipedia einen Artikel haben. Dieses ist eine Teilliste mit 16 Einträgen von Personen, deren Namen mit den Buchstaben „Monf“ beginnt.

## Monf

### Monfa
- Monfardini, Ferdinando (* 1984), italienischer Autorennfahrer
- Monfared, Dscha'far Meili (1953–2024), iranischer Politiker
- Monfasani, John (* 1943), US-amerikanischer Historiker

### Monfe
- Monferrato, Natale († 1685), italienischer Organist, Komponist und Kapellmeister am Markusdom
- Monféry, Dominique, französischer Animator

### Monfi
- Monfils, Daryl (* 1993), französischer Tennisspieler
- Monfils, Gaël (* 1986), französischer TennisspielerGaël Monfils (* 1986)

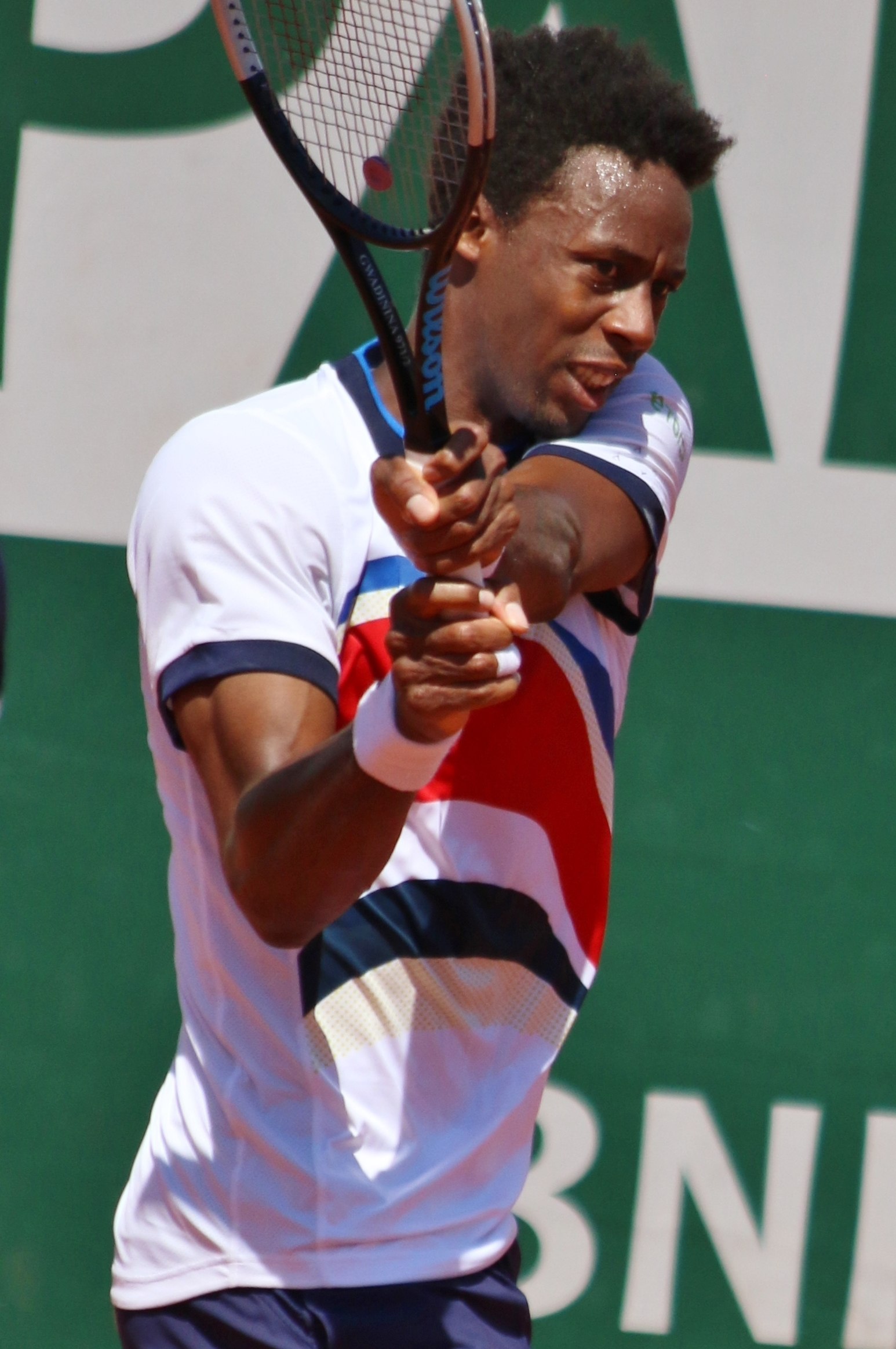
Gaël Monfils (* 1986)

- Monfils, Philippe (* 1939), belgischer Politiker (PLP), MdEP

### Monfo
- Monfort, Maxime (* 1983), belgischer Radrennfahrer und Sportlicher Leiter
- Monforte, Cola di (1415–1478), italienischer Adliger und Condottiere
- Monforton, Jeffrey Marc (* 1963), US-amerikanischer römisch-katholischer Geistlicher, Weihbischof in Detroit
- Monforts, August (1850–1926), deutscher Maschinenbauingenieur und Firmengründer

### Monfr
- Monfreid, Dorothée de (* 1973), französische Illustratorin und Comiczeichnerin
- Monfreid, George-Daniel de (1856–1929), französischer Kunstsammler und Maler
- Monfreid, Henri de (1879–1974), französischer Schriftsteller und Abenteurer
- Monfrin, Jacques (1924–1998), französischer Romanist und Mediävist